# Ru van der Haar
Rudolf Jacob van der Haar, detto Ru (Banyumas, 6 ottobre 1913 – Maumere, 15 maggio 1943), è stato un hockeista su prato olandese, di ruolo difensore, vincitore del bronzo olimpico a Berlino 1936.
Morì il 15 maggio 1943 in un campo di internamento giapponese.

## Palmarès
- Giochi olimpici

Berlino 1936: bronzo.